# Edgar Street
Die Edgar Street ist ein Fußballstadion in der englischen Stadt Hereford der Grafschaft Herefordshire. Die Anlage entstand in den 1890er Jahren und ist heute die Heimat des Fußballclubs Hereford United. Als Spitznamen trägt United die Namen The Whites; deutsch Die Weißen und The Bulls; deutsch Die Stiere (nach dem Hereford-Rind). Die Spielstätte liegt nahe dem Stadtzentrum und bietet derzeit 5.075 Plätze (2.761 Sitzplätze). In den Spielzeiten von 2009 bis 2011 kamen durchschnittlich ca. 2.640 Besucher zu den Spielen in die Edgar Street. Den Zuschauerrekord stellte das FA-Cup-Spiel der 3. Runde am 4. Januar 1958 gegen Sheffield Wednesday auf. Die 0:3-Niederlage der Whites sahen 18.114 Zuschauer.

## Geschichte
Ursprünglich war die Edgar Street als Leichtathletikstadion erbaut worden und gehörte der Bulmers Cider Family. Dies sieht man an den beiden Hintertortribünen; die auch heute noch eine Kurvenform aufweisen. Seit der Eröffnung wurde es von verschiedenen Fußballmannschaften der Stadt wie Hereford Thistle und Hereford City genutzt. Abseits des Fußballs und der Leichtathletik war die Sportstätte auch Austragungsort unter anderem für Radrennen, Tennis oder Schulsport. 1920 übernahm die Hereford Athletics Ground Co. die Anlage. Durch die Fusion der zwei Teams St Martins und RAOC (Rotherwas) entstand vier Jahre später Hereford United; der seit Bestehen in der Edgar Street beheimatet ist. Für die erste Saison zahlte man 82 £ 2 Shilling Stadionmiete.
Die erste Partie von Hereford United an der Edgar Street fand am 30. August 1924 seine Austragung gegen Atherstone Town. Im darauf folgenden Jahr wurde die erste Tribüne des Stadions errichtet. Der schmale Rang war mit einem Tonnendach gedeckt und trug den Spitznamen Noah’s Ark (deutsch Arche Noah). In den ersten Jahren von Hereford United plagten den Verein Geldsorgen. Zur Unterstützung der Bulls senkten die Besitzer die jährliche Stadionmiete in der Saison 1929/30 auf 14 £ 7 Shilling. Im September 1931 kaufte die Stadt Hereford das Stadion für 3.000 £; ein Großteil der Summe stammte aus dem Nachlass eines Apothekers. Dies hatte enorme Auswirkung für United, denn die Mietkosten stiegen auf 126 £ pro Spielzeit. Bis zur Saison 1937/38 senkte sich der Betrag auf 93 £. Im Jahr 1933 verließ Hereford City das Stadion.
Nach dem Zweiten Weltkrieg lag die Miete bis ins Jahr 1952 bei rund 100 £. Im März des Jahres schlossen die Stadt und der Verein ein 14-jährigen Leasingvertrag mit einer symbolischen Miete von 1 £ pro Jahr ab. Anfang 1953 hielt eine Flutlichtanlage Einzug in die Edgar Street; die beim Spiel gegen den FC Walsall Reserves am 10. März eingesetzt wurde. Die Stadionbeleuchtung war eine Spende des ortsansässigen Stahlbauunternehmens Painters Brothers. 1968 verkaufte man ein Stück Land an der Westseite des Stadions für die Verbreiterung der dahinterliegenden Straße A 49. Die dort stehende Tribüne Noah’s Ark wurde für 350 £ an den örtlichen Rugbyclub Luctonians weitergegeben. Die wiederum verkauften den Rang an einen Bauernhof; wo er als Scheune genutzt wurde. Derweil entstand auf der Gegenseite eine neue Kragträger-Tribüne mit 1.200 überdachten Sitzplätzen. Zu der Zeit noch selten in England waren die Logen mit Blick auf das Spielfeld. Im Jahr 1974 erhielt das Stadion für 30.000 £ eine zweite Tribüne mit einer Kragträger-Dachkonstruktion. Es ist die größte Baumaßnahme im Stadion von Hereford seit der Eröffnung. Der Oberrang mit 1.200 Sitzen ist auf Betonpfeilern über den Unterrang gebaut; auf denen sich Stehplätze befinden. Der Bau erhielt damals den Namen des früheren Vereinspräsidenten Len Weston (1949 bis 1965). 1989 wurde die Haupttribüne um 600 Sitzplätze aufgestockt. Die Bauarbeiten kosteten 115.000 £; die mit 50.000 £ vom Football Trust gedeckt wurden. Den Rest spülte die FA-Cup-Begegnung gegen Manchester United im Januar 1990 in die Kassen. Das Spiel der 4. Runde brachte eine Einnahme von 72.000 £.
Heute merkt man der Edgar Street ihr Alter und die fehlenden finanziellen Mittel für notwendige Renovierungsarbeiten an. Die Haupttribüne  Len Weston Stand mit 1.818 Sitzplätze trägt den Sponsorennamen Cargill Stand. Am nördlichen Ende des Ranges liegt ein kleiner Bereich für die Gästefans. Auf der Gegenseite verläuft an der Längsseite der Merton Meadow Family Stand entlang. An der Nordseite hinter dem Tor liegt der überdachte Stehplatzrang Merton Meadow End mit etwa 3.500 Plätzen; auf dem die treuesten Fans der Bulls ihre Plätze haben. Der Großteil der Gästefans waren bis zur Saison 2009/10 auf dem Blackfriars End untergebracht. Die Stehplatztraverse bestand die Sicherheitsprüfung vor der Saison nicht und wurde für das Publikum gesperrt. Dafür hat man zwei Stahlrohrtribüne mit rund 1.500 Plätzen vor der Kurve aufgestellt. Erste Pläne für einen Neubau der Gästetribüne wurden im April 2010 vorgestellt. Man möchte den maroden alten Rang durch einen Neubau mit 1.650 Stehplätzen inklusive Hotel und Konferenzzentrum ersetzen.

## Tribünen
- Cargill Stand – Haupttribüne, West, Sitzplätze, überdacht, Gästebereich
- Merton Meadow Family Stand – Gegentribüne, Ost, Sitzplätze, überdacht
- Blackfriars End – Hintertortribüne, Süd, Stehplätze, überdacht, Gästebereich, geschlossen
- Merton Meadow End – Hintertortribüne, Nord, Stehplätze, überdacht

## Galerie

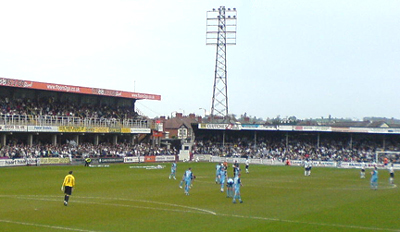
Cargill Stand (links) und Merton Meadow End
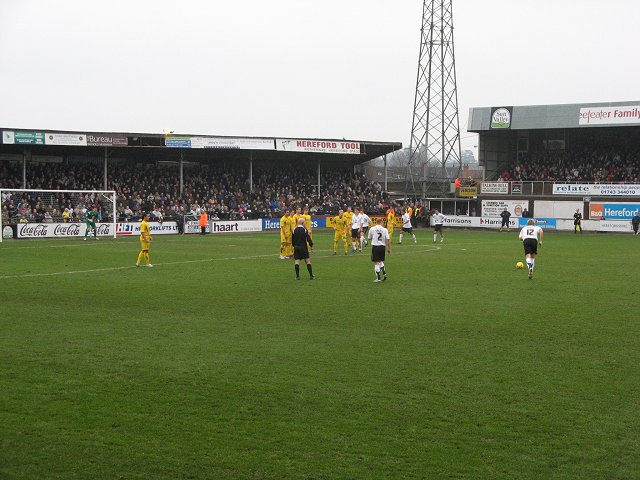
Merton Meadow End (links)
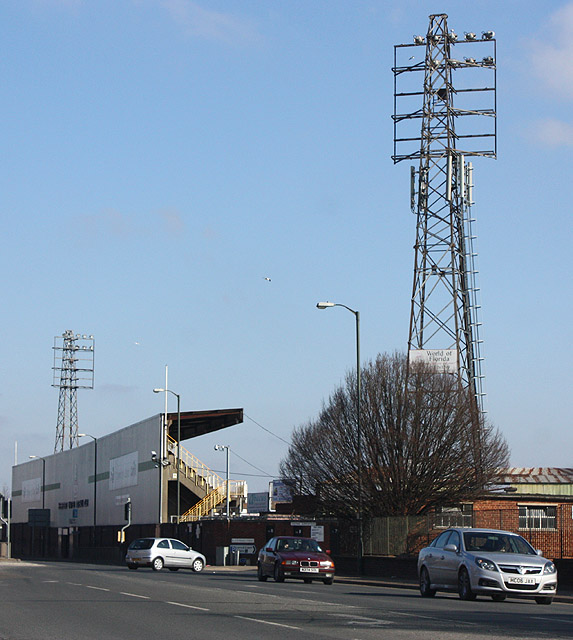
Ein Flutlichtmast der Edgar Street